# Carsten Höller
Carsten Höller (Brussel, 1961) is een Duitse kunstenaar. 

## Biografie
Hij woont in Stockholm.

## Bekende werken
- Vitra slide Tower (2014)[1]
- Tate Modern glijbanen.